# Hola perdida
«Hola perdida» es una canción interpretada por los cantantes argentinos Luck Ra y Khea. Fue lanzada el 4 de enero de 2024, a través de Sony Music Argentina, como el sexto sencillo del álbum de estudio debut Que nos falte todo (2024) de Luck Ra. La  canción se ubicó en el puesto uno de las listas de éxitos musicales en Argentina, Bolivia y Uruguay. El 30 de mayo de 2024, se publicó una remezcla de la canción que incluyó al cantante colombiano Maluma. El remix logró impulsar al sencillo al ingreso en varios listados de países latinoamericanos.

## Antecedentes y lanzamiento
En enero del 2024, se avistaron varios pasacalles en la Ciudad de Córdoba, que contenían frases como «Hola perdida, te juro que no te gorreo más» y «Hola perdida, por vos dejo la joda», los cuales rápidamente se viralizaron en las redes sociales y Luck Ra compartió varias de estas publicaciones en su cuenta de X. El 4 de enero de ese año, a través de esa misma cuenta, el artista confirmó que era el autor de los pasacalles y que fueron colgados para promocionar su canción «Hola perdida» con Khea, la cual sería estrenada ese mismo día.

## Composición y letra
«Hola perdida» fue descrita como una pista de cuarteto con elementos de la bachata y la cumbia, como así también cuenta con algunas influencias del trap latino. La letra de la canción expresa el deseo de reconquistar el amor de una pareja del pasado y demostrar el cambio realizado para tener una segunda oportunidad. La canción fue escrita por Luck Ra que, tras llegar de un viaje a Bariloche, se contactó con su productor Ramky para contarle que había compuesto con la guitarra una canción que tenía la frase «hola perdida, soy yo» y ese mismo día la terminaron de escribir. Después de esto, Khea reveló que Luck Ra le mandó la canción para hacer una colaboración juntos y a partir de allí Khea sugirió la idea de complementar el género del cuarteto con la bachata y el hip hop, además de agregar la parte de su letra.

## Desempeño comercial
La canción resultó ser un éxito comercial en Argentina y en algunos países de América del Sur. «Hola perdida» debutó en el puesto 8 del listado Argentina Hot 100 de Billboard durante la edición del 21 de enero de 2024, lo que significó el mejor debut de una canción para esa semana. Poco después, la canción llegó a la cima de la lista durante el conteo de la semana del 2 de marzo de 2024, lo que marcó el tercer sencillo número uno en la carrera de Luck Ra. La canción se mantuvo por cuatro semanas consecutivas en el primer puesto del Argentina Hot 100 y se convirtió en la canción argentina más reproducida en la plataforma de Spotify durante el año 2024.

## Premios y nominaciones
| Premiación            | Año  | Categoría                 | Resultado | Ref.          |
| --------------------- | ---- | ------------------------- | --------- | ------------- |
| Premios Carlos Gardel | 2025 | Canción del año           | Nominado  | [ 14 ] [ 15 ] |
| Premios Carlos Gardel | 2025 | Mejor colaboración        | Nominado  | [ 14 ] [ 15 ] |
| Premios Carlos Gardel | 2025 | Mejor canción de cuarteto | Ganador   | [ 14 ] [ 15 ] |
| Premios Ídolo         | 2024 | Canción más viral         | Ganador   | [ 16 ]        |
| Premios Quiero        | 2024 | Mejor video del año       | Ganador   | [ 17 ]        |
| Premios Quiero        | 2024 | Mejor video pop           | Ganador   | [ 17 ]        |

## Posicionamiento en las listas
| Listas (2024)                 | Mejor posición |
| ----------------------------- | -------------- |
| Argentina (Monitor Latino)    | 1              |
| Argentina Hot 100 (Billboard) | 1              |
| Bolivia (Billboard)           | 1              |
| Bolivia (Monitor Latino)      | 2              |
| Global Excl. US (Billboard)   | 69             |
| Perú (Monitor Latino)         | 20             |
| Paraguay (Monitor Latino)     | 3              |
| Uruguay (Monitor Latino)      | 1              |

| Listas (2024)  | Mejor posición |
| -------------- | -------------- |
| Paraguay (SGP) | 6              |
| Uruguay (CUD)  | 1              |

| Listas (2024)              | Mejor posición |
| -------------------------- | -------------- |
| Argentina (CAPIF)          | 1              |
| Argentina (Monitor Latino) | 19             |
| Bolivia (Monitor Latino)   | 3              |
| Paraguay (Monitor Latino)  | 12             |
| Uruguay (Monitor Latino)   | 3              |

## Remix
El 30 de mayo de 2024, se lanzó una remezcla de la canción que incluyó la participación del cantante colombiano Maluma. El anuncio del remix lo realizó Luck Ra durante una fecha de su gira El baile del año en el Movistar Arena en Buenos Aires, donde reveló que se sumaría un artista internacional y días después confirmó en sus redes sociales que se trataba de Maluma.

### Semanales
| Listas (2024)                 | Mejor posición |
| ----------------------------- | -------------- |
| Argentina (Monitor Latino)    | 6              |
| Argentina Hot 100 (Billboard) | 2              |
| Chile (Monitor Latino)        | 5              |
| Ecuador (Monitor Latino)      | 13             |
| El Salvador (Monitor Latino)  | 10             |
| España (PROMUSICAE)           | 59             |
| Guatemala (Monitor Latino)    | 19             |
| Paraguay (Monitor Latino)     | 8              |
| Uruguay (Monitor Latino)      | 2              |
| Venezuela (Record Report)     | 26             |

### Mensuales
| Listas (2024)  | Mejor posición |
| -------------- | -------------- |
| Paraguay (SGP) | 25             |
| Uruguay (CUD)  | 7              |

### Anuales
| Listas (2022)                | Mejor posición |
| ---------------------------- | -------------- |
| Argentina (Monitor Latino)   | 88             |
| Chile (Monitor Latino)       | 35             |
| El Salvador (Monitor Latino) | 44             |
| Uruguay (Monitor Latino)     | 32             |

## Certificaciones
| País      | Organismo certificador | Certificación | Ventas certificadas | Simbolización | Ref.          |
| --------- | ---------------------- | ------------- | ------------------- | ------------- | ------------- |
| Argentina | CAPIF                  | 4× Platino    | 80 000              | ▲             | [ 50 ] [ 51 ] |
| España    | PROMUSICAE             | Platino       | 60 000              | ▲             | [ 52 ]        |

## Créditos y personal
Adaptados desde Genius.

### Producción
- Luck Ra: voz, composición
- Khea: voz, composición
- Javier «Ramky» Sanglerman: producción, composición
- Agustín López Badra: composición
- Renzo Luca Chiumiento: producción, composición
- Juan Giménez Kuj: producción
- Cristian Caceres: trompeta
- Lucas Andrés Gire: trompeta
- Felicitas Rocha: trombón
- Gonzalo Isaí Palacios: timbales, güiro, batería, coros
- Marcela Galván Alberti: saxofón
- Ramiro Flores: saxofón
- Emmanuel Marcio Juárez Toloza: piano
- Ariel «Colo» Ferreyra: percusión
- Jonathan Olmos: teclado, acordeón
- Emi Zavaley: bongó
- Patricio Resico: bajo, coros

### Técnico
- Juan Tarsia: arreglos
- Mariano Bilinkis: ingeniería de masterización, ingeniería de mezcla

## Historial de lanzamientos
| Región | Fecha              | Formato(s)                 | Discográfica         | Versión  | Ref.   |
| ------ | ------------------ | -------------------------- | -------------------- | -------- | ------ |
| Varios | 4 de enero de 2024 | Descarga digital streaming | Sony Music Argentina | Original | [ 54 ] |
| Varios | 30 de mayo de 2024 | Descarga digital streaming | Sony Music Argentina | Remezcla | [ 55 ] |